# Hoher Seeblaskogel
Der Hohe Seeblaskogel ist ein 3235 m ü. A. hoher Berg im südwestlichen Teil der Stubaier Alpen in Tirol. Das eigenständige Bergmassiv liegt zwischen Winnebachjoch (2782 m) und Bachfallenscharte (2882 m). Südlich reicht der Grüne-Tatzen-Ferner bis knapp zum Gipfel, auf allen anderen Seiten ist der Seeblaskogel von Felswänden geprägt, unterhalb derer nördlich der Ochsenkarferner und östlich der Seeblaskogelferner liegen. 
Der Gipfel kann sowohl von der Winnebachseehütte als auch vom Westfalenhaus angegangen werden. Die beiden leichtesten Anstiegswege führen schließlich von Süden über den recht ungefährlichen Grüne-Tatzen-Ferner und zuletzt gemeinsam etwas ausgesetzt über den Ostgrat (UIAA I). Alle anderen Anstiege, insbesondere die Nordwand (UIAA IV), erfordern Kletterei.
Im Winter bildet sich an der Gratkante häufig eine Schneewechte aus, welche in der Vergangenheit zu mehreren tödlichen Alpinunfällen geführt hat.